# Boris Henry
Boris Henry (* 14. prosince 1973 Völklingen, Sársko) je bývalý německý sportovec, atlet, který se specializoval na hod oštěpem.
V roce 1991 skončil čtvrtý na juniorském mistrovství Evropy v Soluni. O rok později získal na juniorském mistrovství světa v jihokorejském Soulu stříbrnou medaili. Dvakrát reprezentoval na letních olympijských hrách. V Atlantě 1996 se umístil ve finále na pátém, v Sydney 2000 na sedmém místě. V roce 2004 se kvalifikoval na letní olympiádu v Athénách, ze zdravotních důvodů se však nemohl soutěže zúčastnit.
Jeho osobní rekord z roku 1997 má hodnotu 90,44 m.